# Ronald Jones II
Ronald Jones II (Fort Stewart, 3 agosto 1997) è un giocatore di football americano statunitense che milita nel ruolo di running back per i Dallas Cowboys della National Football League (NFL).

## Carriera universitaria
Al college Jones giocò a football con gli USC Trojans dal 2015 al 2017. Nell'ultima annata corse 1.550 yard e 19 touchdown, venendo inserito nella formazione ideale della Pac-12 Conference.

## Carriera professionistica

### Tampa Bay Buccaneers
Jones fu scelto nel corso del secondo giro (35º assoluto) nel Draft NFL 2018 dai Tampa Bay Buccaneers. Debuttò come professionista nella settimana 4 contro i Chicago Bears. Nella sconfitta per 48–10  corse 10 volte per 29 yard. Nella settimana 7, contro i Cleveland Browns, segnò l'unico touchdown della sua prima stagione.
Nella settimana 6 della stagione 2020 contro i Green Bay Packers, Jones segnò per la prima volta due touchdown su corsa nella stessa gara, concludendo con 113 yard corse nella vittoria per 38-10. Nel decimo turno contro i Carolina Panthers corse un record in carriera di 192 yard, incluso un touchdown da 98 yard, la più lunga giocata della storia della franchigia. Per questa prestazione fu premiato come miglior running back della settimana. Il 7 febbraio 2021, nel Super Bowl LV  contro i Kansas City Chiefs campioni in carica, Jones partì come titolare e corse 61 yard nella vittoria per 31-9, conquistando il suo primo titolo.

### Kansas City Chiefs
Jones firmó con i Kansas City Chiefs il 27 marzo 2022. Con essi conquistó il suo secondo anello quando batterono i Philadelphia Eagles nel Super Bowl LVII.

### Dallas Cowboys
Il 21 marzo 2023 Jones firmó un contratto di un anno con i Dallas Cowboys.

## Palmarès

### Franchigia
- Super Bowl : 2

Tampa Bay Buccaneers: LV
Kansas City Chiefs: LVII
- National Football Conference Championship: 1

Tampa Bay Buccaneers: 2020
- American Football Conference Championship: 1

Kansas City Chiefs: 2022

### Individuale
- Running back della settimana: 1

10ª del 2020